# Romantica Clock
Romantica Clock (ロマンチカ クロック?, Romanchika Kurokku) è un manga shōjo scritto e disegnato da Yōko Maki, serializzato sul Ribon di Shūeisha dal 3 agosto 2012 al 2 novembre 2015. In Italia i diritti sono stati acquistati da Planet Manga, che ha dato inizio alla pubblicazione dei volumi nel novembre 2015. Un adattamento anime è stato trasmesso in Giappone tra il 4 e il 25 febbraio 2014.

## Personaggi

I gemelli Aoi e Akane

Akane Kajiya (加治屋 杏花音?, Kajiya Akane)
Doppiata da: Ai Kayano
La sorella gemella minore di Aoi. È molto energica ed è un membro del club di karate/kendō. Vede Aoi come un eterno rivale, in quanto da piccoli venivano sempre messi a paragone. Col passare del tempo, scopre sempre più cose su suo fratello, riuscendo così a comprenderlo meglio.
Aoi Kajiya (加治屋 蒼?, Kajiya Aoi)
Doppiato da: Kaito Ishikawa
Il fratello gemello maggiore di Akane. Al contrario del carattere di sua sorella, è calmo ed eccelle negli studi. All'inizio della storia, non frequenta la scuola finché un giorno Akane non lo convince ad andare, diventando da quel momento in poi il numero uno in tutti gli esami.
Karin (香鈴?)
La migliore amica di Akane e Aoi sin dall'infanzia. È colei che capisce meglio i due gemelli più di chiunque altro, sempre pronta a supportare Akane e sviluppando sentimenti d'amore nei confronti di Aoi.
Eri Tsujiri (辻莉 正?, Tsujirī Eri)
Doppiato da: Tomoaki Maeno
Uno studente della stessa scuola di Aoi e Akane, per cui quest'ultima ha una cotta. Serio e devoto agli studi, vede Akane come una ragazza piena di energie che non riuscirà mai a capire.
Wakana Shinohara (篠原 若菜?, Shinohara Wakana)
Una compagna di Aoi al secondo anno delle medie, che cerca di convincerlo a sposarla in futuro per mantenere il suo cognome prestigioso. Più tardi diventa amica di Akane e Karin, rivelando che la persona di cui era veramente innamorata era Eri.
Shin Kiritani (桐谷 慎?, Kiritani Shin)
Un personaggio che appare più tardi nella serie. Più grande dei protagonisti di un anno, ha due fratelli maggiori ed è un addetto alle vendite di una pasticceria per cui prepara anche dolci.

## Media

### Manga
Il manga, scritto e disegnato da Yōko Maki, è stato serializzato sulla rivista Ribon di Shūeisha dal 3 agosto 2012 al 2 novembre 2015. I vari capitoli sono stati raccolti in dieci volumi tankōbon, pubblicati tra il 15 gennaio 2013 e il 24 giugno 2016. In Italia la serie è stata acquistata da Panini Comics per Planet Manga e pubblicata tra novembre 2015 e giugno 2017.

#### Volumi
| Nº | Data di prima pubblicazione | Data di prima pubblicazione | Data di prima pubblicazione |
| Nº | Giapponese                  | Giapponese                  | Italiano                    |
| -- | --------------------------- | --------------------------- | --------------------------- |
| 1  | 15 gennaio 2013             | ISBN 978-4-08-867248-9      | 7 novembre 2015             |
| 2  | 15 maggio 2013              | ISBN 978-4-08-867272-4      | 16 gennaio 2016             |
| 3  | 13 settembre 2013           | ISBN 978-4-08-867292-2      | 12 marzo 2016               |
| 4  | 14 febbraio 2014            | ISBN 978-4-08-867308-0      | 12 maggio 2016              |
| 5  | 15 maggio 2014              | ISBN 978-4-08-867322-6      | 14 luglio 2016              |
| 6  | 12 settembre 2014           | ISBN 978-4-08-867338-7      | 13 ottobre 2016             |
| 7  | 15 gennaio 2015             | ISBN 978-4-08-867354-7      | 9 dicembre 2016             |
| 8  | 25 giugno 2015              | ISBN 978-4-08-867374-5      | 9 febbraio 2017             |
| 9  | 25 novembre 2015            | ISBN 978-4-08-867395-0      | 6 aprile 2017               |
| 10 | 24 giugno 2016              | ISBN 978-4-08-867418-6      | 15 giugno 2017              |

### Anime
Un adattamento anime fu annunciato sul numero di febbraio 2014 della rivista Ribon. La serie di corti, composta da tre episodi, è andata in onda all'interno del programma per bambini Ohasuta su TV Tokyo dal 4 al 25 febbraio 2014.